# Хосокава Масамото
Хосокава Масамото (細川 政元, 1466  —1 серпня 1507) — канрей сьоґунату Муроматі у 1486, 1487—1507 роках.

## Життєпис
Походив з могутнього роду Хосокава. Син Хосокава Кацумото, канрея, і доньки Ямана Мотітойо. Народився 1466 року. У 1473 році після раптової смерті свого батька Масамото успадкував його володіння, ставши чільником роду Хосокава. У 1486 році Хосокава Масамото був призначений канреєм. У 1486—1487 роках тимчасово посаду канрея обіймав Хатакеяма Масанаґа.
У 1489 році після смерті сьогуна Асікаґа Йосіхіса, котрий не залишив після себе спадкоємців, Хосокава Масамото підтримав кандидатуру Асікаґа Йосікі, який в 1490 році був оголошений новим сьогуном.
У 1493 році сьогун за підтримки даймьо Хатакеяма Масанаґи виступив проти канрея Хосокава Масамото, який здобув над ними перемогу у битві при Сьоґакудзі. Хатакеяма Масанага здійснив харакірі під час бою, а сьоґун Асікага Йосікі втік до регоіну Тюгоку. У 1494 році Хосокава Масамото оголосив в Кіото новим сьогуном Асікаґа Йосідзумі. Той мав лише номінальну владу, фактично керування державою перебрав Хососкава Масамото. Того ж року Масамото виступив проти своїх супротивників в провінції Ямашіро задля забезпечення повного контролю на підступах до Кіото.
Він усиновив Сіміюкі з аристократичного клану Кудзьо (гілка Північних Фудзівара) і Сумімото з свого клану Хосокава. Між прихильниками Сіміюкі і Сумімото почалася боротьба за першість в роду Хосокава.
У 1504 році Якусідзи Мотоіті, госекінін Масамото, підняв повстання проти свого Хосокава Масамото, намагаючись замінити його на Сумімото. Якуідзі виступив в похід на Кіото, але зазнав поразки. Війська Масамото взяли його замок, Якусідзі було взято в полон, де він змушений зробити харакірі.
У 1506 року Міесі Юкінага, інший прихильник Сумімото, виступив в похід на Кіото, але також зазнав поразки. 1 серпня 1507 року в своєму будинку Хосокава Масамото було вбито названим сином Суміюкі.

## Родина
Хосокава Масамото не був одружений і не мав дітей. Прийомні діти: Хосокава Сіміюкі (1489—1507), Хосокава Сумімото (1489—1520), Хосокава Такакуні (1484—1531).